# アントニオ・ブランコ
アントニオ・ブランコ・コンデ（スペイン語: Antonio Blanco Conde, 2000年7月23日 - ）は、スペイン・アンダルシア州コルドバ県モルタンバン・デ・コルドバ出身のサッカー選手。デポルティーボ・アラベス所属。ポジションはMF。

## クラブ経歴
地元コルドバ県のユースチームを経て、2013年にレアル・マドリードのカンテラに入所。2018年に傘下のレアル・マドリード・カスティージャに昇格。2019-20シーズンにBチームで23試合1ゴールを記録。
2020-21シーズン開幕前に監督ジネディーヌ・ジダンに見出され、二種登録の形でトップチームに昇格。同シーズンもBチームでプレーし、2021年4月にトップチームに初招集。18日のヘタフェCF戦でトップチームデビュー。更に21日のカディスCF戦では先発で起用され、トップチームデビュー戦を3-0の勝利で飾った。
2022年8月18日、カディスCFにレンタル移籍。
2023年7月25日、デポルティーボ・アラベスへ完全移籍し、4年契約を結んだ。

## 代表歴
2016年からユース世代のスペイン代表の主軸として活躍。2017年はUEFA U-17欧州選手権2017で優勝し、2017 FIFA U-17ワールドカップでは準優勝を経験。更に2019年のUEFA U-19欧州選手権でも優勝を経験した。
2021年6月8日、UEFA EURO 2020を控えていたスペイン代表でコロナウイルスが確認されたため、急遽U-21スペイン代表が出場したリトアニア代表との親善試合にてA代表デビュー。